# Branko Kidrič
Branko Kidrič, slovenski gradbeni inženir in politik, * 13. september 1962, Celje.
Od leta 1994 je župan Občine Rogaška Slatina.

## Mladost in izobraževanje
Rodil se je 13. septembra 1962 v Celju, odraščal pa v Cerovcu pod Bočem. Obiskoval je Srednjo tehniško šolo v Celju (danes Šolski center Celje), leta 1987 pa na Tehniški fakulteti v Mariboru diplomiral kot inženir gradbeništva. Ob delu se je kasneje vpisal še na podiplomski študij na Univerzi v Zagrebu, kjer je leta 1992 postal  magister znanosti s področja gradbeništva.

## Poklicna in politična pot
Leta 1987 se je zaposlil v projektivnem biroju v Rogaški Slatini. Leta 1990 je postal član Skupščine takratne Občine Šmarje pri Jelšah. Po ustanovitvi nove Občine Rogaška Slatina leta 1994 je bil Branko Kidrič izvoljen za prvega njenega župana. Izvoljen je bil tudi na vseh nadaljnjih volitvah. Med največjimi projekti v njegovem mandatu je izgradnja razglednega stolpa Kristal v središču Rogaške Slatine. Projekt je bil deležen več kritik in presoje na občinskem referendumu, na katerem so občani izgradnjo podprli. Stolp je bil odprt 23. maja 2024, gradnja je stala 5 milijonov evrov.
Branko Kidrič je bil med drugim tudi med ustanovitelji Lions kluba Rogaška, nekdanji predsednik Sveta savinjske regije, Razvojnega sveta Savinjske regije in Društva gradbenih inženirjev in tehnikov Celje.

## Zasebno
Je poročen. 20 let je aktivno igral za Košarkarski klub Rogaška, bil je tudi kapetan članske ekipe, ki se je takrat uvrstila v 1. slovensko košarkarsko ligo.